# روبن ديريك
روبن ديريك (بالإنجليزية: Robin Derrick)‏ هو مصور بريطاني، ولد في 1960.

## وصلات خارجية
- روبن ديريك على موقع ميوزك برينز (الإنجليزية)